# Tôi - người lính Nga
Tôi - người lính Nga (tiếng Nga: Я - русский солдат) là một bộ phim khai thác đề tài số phận con người trong cuộc chiến tranh Xô-Đức của đạo diễn Andrey Malyukov. Bộ phim được chuyển thể từ cuốn tiểu thuyết Tên anh chưa có trong danh sách của nhà văn Boris Vasilyev.

## Nội dung
Đêm ngày 21, rạng sáng ngày 22 tháng 6 năm 1941, quân đội Đức Quốc xã bất ngờ nổ súng mở đầu cho Chiến dịch Barbarossa tấn công Liên Xô. Cùng ngày 21 tháng 6 định mệnh, anh lính trẻ Nikolai Pluzhnikov được điều tới Pháo đài Brest, tiền đồn của Hồng quân nằm ở biên giới Đức-Xô.
Pluzhnikov chưa kịp tìm tới đơn vị của mình để đăng ký thì toàn pháo đài đã bị dội pháo phủ đầu ác liệt và sau đó bộ binh Đức Quốc xã bắt đầu tràn ngập Brest. Tuy cố gắng chống đỡ nhưng trong cảnh bị tấn công chớp nhoáng, Hồng quân không thể đáp trả lại một lực lượng đông đảo với hỏa lực vượt trội của quân Đức, đồng đội của Pluzhnikov lần lượt ngã xuống, còn bản thân anh lính trẻ phải ẩn nấp trong hệ thống hầm hào của pháo đài để tiếp tục duy trì cuộc kháng cự.
Ngày tháng dần qua, những người Nga cuối cùng trong pháo đài lần lượt ngã xuống hoặc bị bắt, Pluzhnikov rơi vào trạng thái hoàn toàn cô độc, vừa cố gắng cầm cự để sống sót, vừa phải căng mọi giác quan để đối phó với quân Đức.
Sau chín tháng kháng cự, khi mà chiến tuyến đã tiến sâu vào trung tâm nước Nga, Pluzhnikov, người lính duy nhất còn lại của Hồng quân ở Brest, cuối cùng cũng bị bắt. Khi các sĩ quan Đức Quốc xã hỏi anh về tên tuổi, cấp bậc, chức vụ, Nikolai Pluzhnikov chỉ trả lời rằng: "Tôi - người lính Nga !" và tắt thở.

## Diễn viên
- Dmitry Medvedev... Nikolai Pluzhnikov
- Milena Tskhovrebova-Arganovich... Mirra
- Aleksey Buldakov... Stepan Matveyevich
- Pyotr Yurchenkov... Fyodorchuk
- Albert Arntgolts
- Vladimir Ivanov
- Aleksandr Lyrchikov
- Dmitry Osherov
- Natalia Vysotskaya

## Vinh danh
Bộ phim sau khi công chiếu đã được đánh giá cao và được trao một số giải thưởng ở Liên hoan phim Minsk và Liên hoan phim Quốc tế Bình Nhưỡng.